# Death to the Pixies
Death to the Pixies è un album di raccolta del gruppo rock statunitense Pixies, pubblicato nel 1997.

## Tracce
Tutte le tracce sono state scritte da Black Francis, eccetto dove indicato.

1. Cecilia Ann – 2:06 (The Surftones)
2. Planet of Sound – 2:06
3. Tame – 1:56
4. Here Comes Your Man – 3:21
5. Debaser – 2:52
6. Wave of Mutilation – 2:04
7. Dig for Fire – 3:02
8. Caribou – 3:14
9. Holiday Song – 2:14
10. Nimrod's Son – 2:17
11. U-Mass – 3:01
12. Bone Machine – 2:34
13. Gigantic – 3:08 (Francis, Kim Deal)
14. Where Is My Mind? – 3:52
15. Velouria – 3:40
16. Gouge Away – 2:44
17. Monkey Gone to Heaven – 2:57